# Rutki-Marszewice
Rutki-Marszewice – wieś sołecka w Polsce, położona w województwie mazowieckim, w powiecie ciechanowskim, w gminie Ciechanów.
| SIMC    | Nazwa      | Rodzaj    |
| ------- | ---------- | --------- |
| 0112816 | Szczepanki | część wsi |

W latach 1975–1998 wieś administracyjnie należała do województwa ciechanowskiego.
Obok wsi przepływa niewielka rzeka Rosica, dopływ Wkry.